# Архангельская церковь (Пышлицы)
Архангельская церковь — православный храм Шатурского благочиния Московской епархии. Расположен в селе Пышлицы Шатурского района Московской области.

## История
В 1732 году построена церковь в честь Михаила Архангела.
В 1784—1788 годах строится новая деревянная церковь в честь Архангела Михаила с приделом в честь великомученицы Екатерины.
По данным 1890 года в состав прихода, кроме села Архангельского, входили деревни Филимакино, Чисома, Ефремово, Дорофеево, Воропино, Горелово, Демино, Маврино и Пышлицы.
Во 2-й половине 30-х годов Архангельская церковь была закрыта. Последним священником в ней был отец Василий (Миротворцев). Он был арестован в октябре 1937 года, по приговору суда получил 10 лет исправительных трудовых лагерей.
В здании храма до конца 1950-х годов располагался Дом культуры.
В начале 2000-х гг. начался процесс возрождения богослужений в селе и воссоздания Архангельской церкви.
22 сентября 2000 года был зарегистрирован приход Архангельской церкви села Пышлицы. В качестве помещения для церкви был выбран бывший дом купца С. А. Колосова. В 2001 году в отремонтированном молитвенном доме отслужили первую Божественную литургию. Весной 2004 года над храмом поставлен купол с крестом.
1 марта 2013 года церковь сгорела. Во второй половине 2013 года началось строительство нового храма, и 15 февраля 2014 года состоялась первая Божественная литургия в новопостроенной Архангельской церкви.

## Священослужители
- Пётр Герасимов (1777-1793 гг.)
- Никита Иванов (1794-1809 гг.)
- Никита Михайлов (1810-1817 гг.)
- Яков Иванович Процеров (1817-1841 гг.)
- Иоаким Михайлович Надеждин (1841-1867 гг.)
- Михаил Иванович Гусев (1867-1882 гг.)
- Иван Алексеевич Чельцов (1882-1885 гг.)[7]
- Александр Феодорович Волынский (1885-1908 гг.)
- Николай Михайлович Перехвальский (1908-1930 гг.)
- священник Василий Андреевич Миротворцев (1930-1937 гг.)
- протоиерей Владимир Копёнкин (2000-2001 гг.)
- протоиерей Рафаил Бармушкин (2001-2004 гг.)
- протоиерей Василий Зайцев (2004-2009 гг.)
- игумен Амвросий (Абросимов) (2009 - н/вр.)[3]